# متحف الوكيل للتراث
متحف الوكيل للتراث أحد متاحف مدينة الرياض، أسسه عبد الله موسى بن عبد الله الوكيل، يقع المتحف في شمال شارع العليا بمدينة الرياض وهو مكون من دورين تم بنائهما بالطين واللبن وتتكون مقاعات العرض من دورين وفناء وملحقين .
القاعة الرئيسية فيها ركن لأعداد القهوة لزوار المتحف يحوي العديد من أدوات القهوة العربية كالدلال والأباريق والمنافيخ وركن للأسلحة مثل السيوف والخناجر والعديد من الأواني النحاسية، أما الدور الأول فيوجد فيه مكتبة للوثائق والمطبوعات بينما يعرض الفناء الأواني الكبيرة الحجرية والنحاسية وأواني السقيا، فيما يحوي الملحق الأول الأدوات الخشبية كالأبواب والقطع الجلدية الخاصة بالتخزين، أما الملحق الثاني فقد ضم الجصة والقرو والصناديق الخشبية القديمة.